# حق النساء في التصويت في ويلز

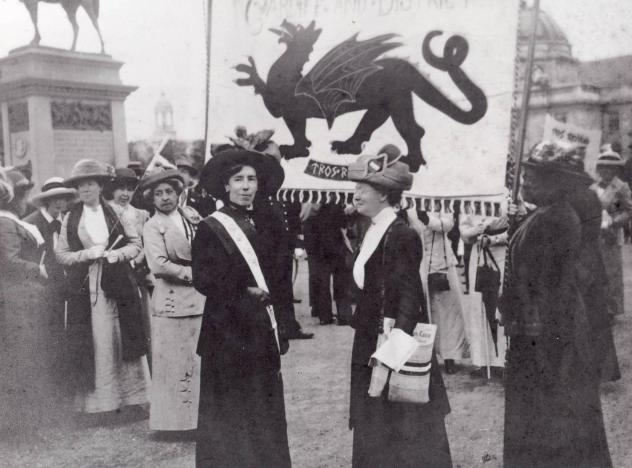
نساء السفرجيت في تجمع في حديقة كاثيس عام 1913.

تاريخيًا هُمش حق المرأة في التصويت في ويلز بسبب بروز الجمعيات والجماعات السياسية في إنجلترا التي قادت الإصلاح للنساء في أنحاء المملكة المتحدة. نظرًا لاختلاف الهياكل الاجتماعية ومجتمع الطبقة العاملة الصناعي، تطورت الحركة القومية  في ويلز وكانت في ازدهار ولكنها تعثرت في آواخر القرن التاسع عشر مقارنة بنمو إنجلترا. وبالرغم من ذلك برزت مجموعات وأفراد متميزين من ويلز وكان لهم دور كبير في النضال للمطالبة بحق النساء في التصويت في ويلز وبقية بريطانيا العظمى.
وفي أوائل القرن العشرين كانوا سكان ويلز يأملون أن تتصعد قضية حق المرأة في التصويت لتصل للحزب الليبرالي ووزير المالية ديفد لويد جورج، أحد أهم السياسيين في ويلز. بعد أن فشل الحزب الليبرالي في إحداث تغييرات سياسية في انتخابات عام 1906، قامت السفرجيت -وتحديدًا عضوات الاتحاد الاجتماعي والسياسي المناضلات- بإتخاذ موقفًا صارمًا تجاه أعضاء البرلمان وانخرطن في اشتباك مباشر ضدهم.
لم يكن الاشتباك السمة الوحيدة لحركة سفرجيت -المناضلات في سبيل منح المرأة حق التصويت- في ويلز، بل سعين للحصول على دعم برلماني علني من خلال الوسائل السياسية والسلمية. وفي عام 1918 حصلت النساء اللاتي فوق سن الثلاثين على حق التصويت في جميع أنحاء المملكة المتحدة، ومن ثم حصلن على حق تمثيل الشعب (المساواة في الحق الدستوري) وأصبح عام 1928 العام الذي شهد حصول النساء على حقوق تصويت مماثلة للرجال.

## تاريخ نساء السفرجيت في ويلز

### الحركة الأوليةلسفرجيتويلز 1832–1884
لم تُمنع النساء بشكل صريح من التصويت في بريطانيا العظمى حتى أُصدر قانون الإصلاح في عام 1832 وقانون الشركات البلدية في عام 1835. في إنجلترا كانت حركة سفرجيت موجودة قبل وبعد قانون عام 1832 لكنها لم تكن تُشكل منظمة قومية حتى تأسست الجمعية القومية لحق المرأة في التصويت عام 1872. معظم مناضلات حركة سفرجيت في إنجلترا كن من الطبقة الوسطى، على الرغم من وجود استثناءات جديرة بالذكر مثل مناطق الطبقة العاملة في لانكشاير. أما في ويلز كان هناك نطاقين محدودين من مجتمع الأثرياء أحدهما في المناطق الساحلية الجنوبية والآخر في المناطق الشمالية الإنجليزية. وكان معظم السكان من الإناث في القرن التاسع عشر في ويلز يقطنّ في الوديان الصناعية المنخفضة الأجور المكتظة بالسكان في الجنوب. في البداية وجدت النساء وظائف لهن في تشغيل المعادن واستخراج الفحم لكنهن بعد ذلك واجهن بطالة جماعية بعد أن حظر قانون المناجم والألغام عام 1842 أن يعمل العمال تحت الأرض.
أدت صناعة تعدين الفحم مع عدم وجود حمامات مدخل المنجم إلى عمل غير مدفوع للنساء فمع حاجتهن للحفاظ على نظافة منازلهن ورجالهن أصبحت مهامهن لا تنتهي. مما أدى إلى صورة نمطية عن الأم الويليزية التي لا تعبر ولا تشكي الألم، الأم حاكمة المنزل، بعيدًا عن حقيقة أنهن لا زلن يعشن في مجتمع يسيطر عليه الرجال.
أدت زيادة الثروة الناتجة عن صناعات التعدين والأشغال المعدنية إلى خلق عائلات جديدة من الطبقة العليا التي غالبًا تبني منازلها الفارهة في وسط المجتمع الذي ازدهرت منه. بينما كان مُلاك المنجم وسبك المعادن رجالًا في بادئ الأمر ومعظمهم لديهم طموحات سياسية، سعت زوجاتهم للمزيد من الأنشطة الخيرية غالبًا تتعلق بتحسين حياة النساء والأطفال العاملين في المصانع التي يملكها ازواجهن. في دولايس قلب صناعة الحديد في ويلز، قضت روز ماري كروشاي الإنجليزية الغنية وزوجة  روبرت تومسون كروشاي معظم وقتها في مثل هذه الأعمال الخيرية، حيث أقامت مطابخ للحساء ووزعت صدقات على الفقراء وانشأت ما لا يقل عن سبع مكتبات في المنطقة، وعلاوة على كل هذا كانت نسوية قوية. عاشت تحت سلطة زوج مُستبد سيئ السمعة وأنجبت منه خمسة أطفال، برهنت إرادتها القوية وكانت معروفة في الأوساط النسوية في لندن في خمسينات القرن التاسع عشر وفي عام 1866 قامت هي وخمسة وعشرين امرأة أخرى جميعهن من ويلز بالتوقيع على أول عريضة للسفرجيت مطالبات بمنح المرأة حق التصويت.
في يونيو عام 1870 عقدت روز كروشاي اجتماعًا عامًا في منزلها وربما كان الأول في ويلز لمناقشة حق المرأة في التصويت، وبعدها تعرضت للتوبيخ من قبل الصحافة المحلية لإخلالها بالسلام وإستدراج نساء ويلز إلى الضلال. وبدأت أول جولة للسفرجيت في مدن ويلز في العام التالي والتي قامت بها جيسي كريجن، حيث سافرت إلى جنوب البلاد وزارت بونتيبول وبيمبروك دوك ونيلاند وساندرزفوت ونيوبورت. في 4 مارس عام 1872 عقدت السيدة كروشاي الاجتماع الثاني في ميرثير تيدفيل ونتج عن الاجتماع تقديم عريضة جديدة، الأمر الذي خلف أثرًا في توقيع عرائض في كل من مقاطعة جلامورجان ومونماوتشاير ودينبيشير وكارديجانشاير. في وقت لاحق من ذلك العام، أرسلت جمعية بريستول ومجتمع غرب إنجلترا لنساء السفرجيت عضوتان وهما كارولين بيجز وليلياس آشورث في جولة تحدث مدعومة لجنوب ويلز والتي شملت بونتيبول ونيوبورت وكارديف وهافرفوردويست. بالرغم من الحركة التي قامت بها العديد من النساء الويلزيات الشهيرات مثل ليدي امبيرلي والآنسة جيرترود جينر التي تنحدر من القرية الويليزيه وينفو، لم يكن هناك حراك سفرجيت حقيقي في سبيعينات القرن التاسع عشر بل كان الاعتماد على جولات التحدث من أعضاء المجتمعات الإنجليزية ومعظمهم من بريستول ولندن ومانشستر.
في 25 فبراير عام 1881 ألقت جيرترود جينر خطابًا في اجتماع عُقد في قاعة مدينة كارديف ”يهدف الخطاب للنظر في وسائل لتعزيز الاهتمام بكارديف“ بخصوص حقوق النساء في التصويت. كان هذا تمهيد لاجتماع أكبر عُقد في 9 مارس وحضره شخصيات محلية هامة مثل الآنسة جينر وهيلين بلاكبيرن وترأس الاجتماع عمدة مدينة كارديف. بالرغم من أن جهد كبير من نشاط السفرجيت ركز على توجيه الحديث لتعديل الفقرة الثالثة من قانون الإصلاح عام 1884، إلا أنه لم يكن هناك سوى القليل من الحملات الانتخابية في ويلز في اوائل ثمانينات للقرن التاسع عشر. من بين الأحداث المهمة التي حدثت خلال هذه الفترة القرار الذي اتخذه مفوضو جمعية المناجم في ابردير وميرثا ودولايس في أواخر عام 1884 لدعم سلسلة من المحادثات لجانيت ويلكنسون حول حق النساء في التصويت. وهذه أول لفتة اهتمام يبديها العاملين من الرجال في ويلز لدعم حق المرأة في التصويت.

### جمعيات السفرجيت في ويلز 1884–1906
وبعد إصدار تعديلات في قانون الإصلاح لعامي 1867 و 1884 الذي نشر حق التصويت للرجال في أنحاء المملكة المتحدة، أصبح هناك تنظيم سياسي واسع النطاق. علاوة على ذلك نتائج قانون الممارسات الفاسدة 1883 الذي منع دفع المال للنقابيين، مما أدى إلى اتصال كل من الأحزاب المحافظة والليبرالية بأنصارهم من الإناث لمساعدتهم في الحملات السياسية. كان المحافظون أول من عرض دورًا سياسيًا للنساء في ويلز مع افتتاح فروع لرابطة برايمورس، لكن الدفاع عن حقوق المرأة لم يكن من أولويات هذه الرابطة ولم يكن من أهدافها ترغيب النساء بالسياسة.
وردًا على ذلك قام الحزب الليبرالي بإطلاق جمعيات نسائية ليبرالية سمحت للنساء بحرية تخصيص دور وصوت لأنفسهن وأن لا يكن النساء مجرد فرع للحزب القومي. بدأت منظمة النساء التابعة للحزب الليبرالي في ويلز حوالي عام 1890 بدعم من العضوات البارزات غوينيث فوجان ونورا فيليبس وسيبل توماس. في عام 1890 أُسس فرع لمؤسسة المرأة اللليبرالية في ابيردل في ويلز، وسرعان ما بدأ هذا الفرع بالمطالبة في حق المرأة بالتصويت وتوزيع نشرات باللغة الإنجليزية والويلزية. بحول عام 1893 قيل بأنه كان هناك 7000 عضوة في الاتحاد الويلزي للجمعيات الليبرالية النسائية وارتفع العدد حتى وصل 9000 عضوة بحلول عام 1895. في اجتماع عقدته مؤسسة شمال ويلز الليبرالية في عام 1895 قرروا فيه أن يتم دمج الاتحاد النسائي الليبرالي مع Cymru Fydd -وهي مجموعة ضغط سياسية تطالب بالحكم الذاتي لويلز- لتشكيل الاتحاد الويلزي الجديد والمطالبة بالمساواة للمرأة كان من أهداف المنظمة. تعثرت المنظمة الليبرالية أثناء توجهها للقرن الجديد، بالرغم من بعض النجاحات المبكرة وبصرف النظر عن فرع كارديف الذي حقق بعض النجاحات، لكن العديد من الفروع أغلقت بحلول عام 1907.

### جماعات الضغطالسياسية
شهد عام 1897 تأسيس الاتحاد القومي لجمعيات حق المرأة في التصويت (NUWSS) تحت قيادة ميليسنت فوسيت، وكانت منظمة غير سياسية شُكلت من أقوى سبعة عشر جمعية من مختلف أنحاد إنجلترا. واستمر الوضع على ما هو عليه حتى عام 1907 عندما تأسس أول فرع للإتحاد القومي لجمعيات حق المرأة في التصويت (NUWSS) في ويلز، وتم هذا خلال اجتماع في لانددنو كوكو هاوس حيث تم تعيين السيدة والتن إيفانس رئيسة المنظمة المحلية. سرعان ما بدأت الفروع تتشكل في جميع أنحاء ويلز، مع إنشاء فرع كارديف والمقاطعة في عام 1908 يليه فرع ريل وكنوي وبانغور في عام 1909.
من أكثر الحركات التي ناضلت وكافحت لتنال المرأة حقها بالتصويت كان الاتحاد الاجتماعي والسياسي للمرأة (WSPU) ولم يكن قويًا في ويل، حيث لم يكن لهذا الاتحاد في ويلز إلا خمسة فروع مقارنة بـ26 فرع للإتحاد القومي لجمعيات حق المرأة في التصويت (NUWSS) قيل أن الاتحاد الاجتماعي والسياسي للمرأة (WSPU) كان نشطًا للغاية في الترويج عن نفسه منذ البدايات حيث عقدت إميلين بانكيرست وماري غاوثورب اجتماعات في جميع أنحاء ويلز في عام 1906. وفي حلول عام 1908 كان كل من اتحاد (NUWSS) و (WSPU) ناشطين في بيمبروكشاير للقيام بحملة في الانتخابات الفرعية، وكان شعارهم ”لنبقي الليبرالين خارجًا“ لكنه لم يكن له صدى لدى الناخبيين الويلزية، بما أن في انتخابات عام 1906 لم يفز حزب المحافظين بمقعد واحد في ويلز. ومع ذلك كان الهدف السياسي الرئيسي للسرفجيت هو رئيس الوزراء الليبرالي هربرت هنري أسكويث الذي عارض وبشدة منح المرأة حقها في التصويت. 

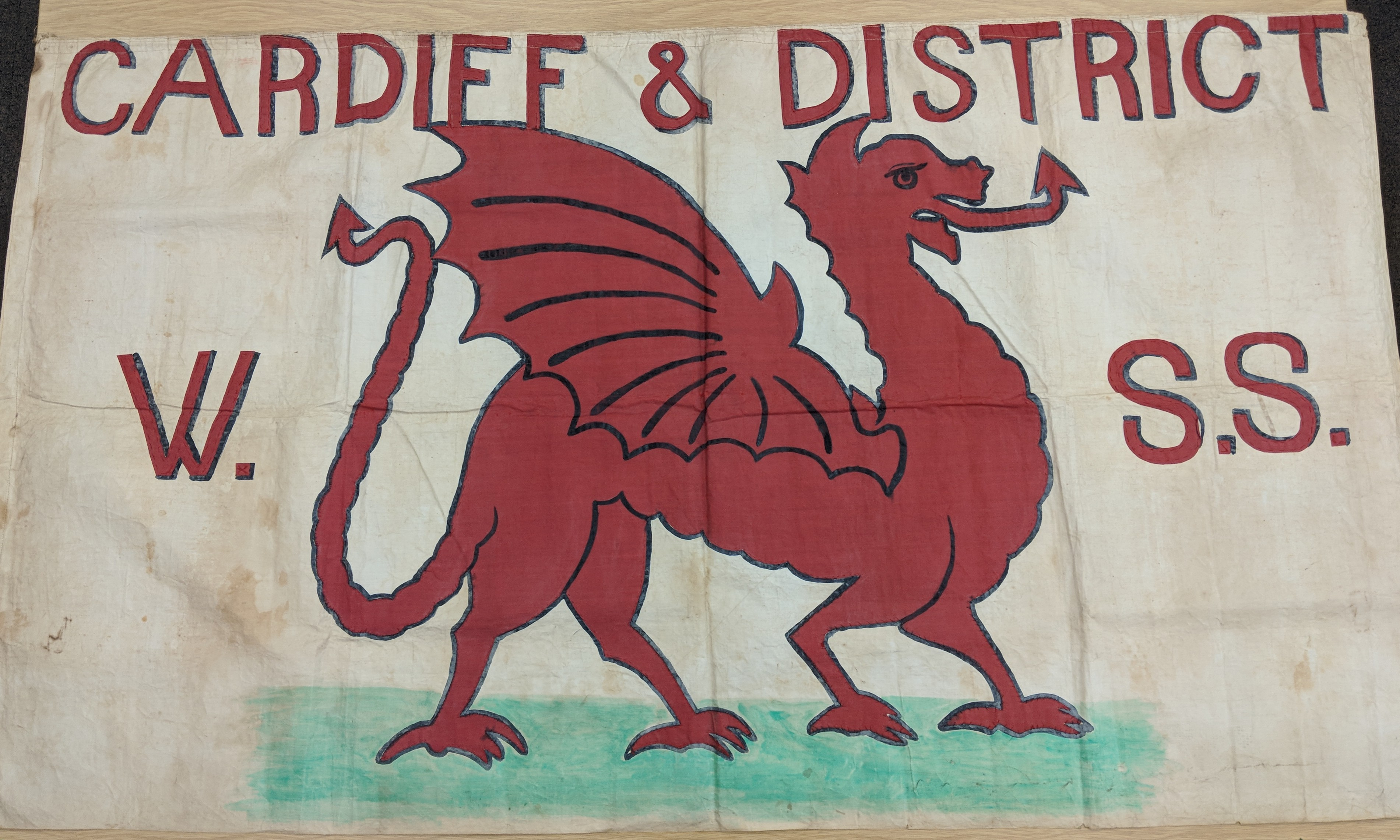
راية جمعية نساء سفرجيت في كارديف ومناطقها 1908

ديفيد لويد جورج وحركة سفرجيت 1907-1912

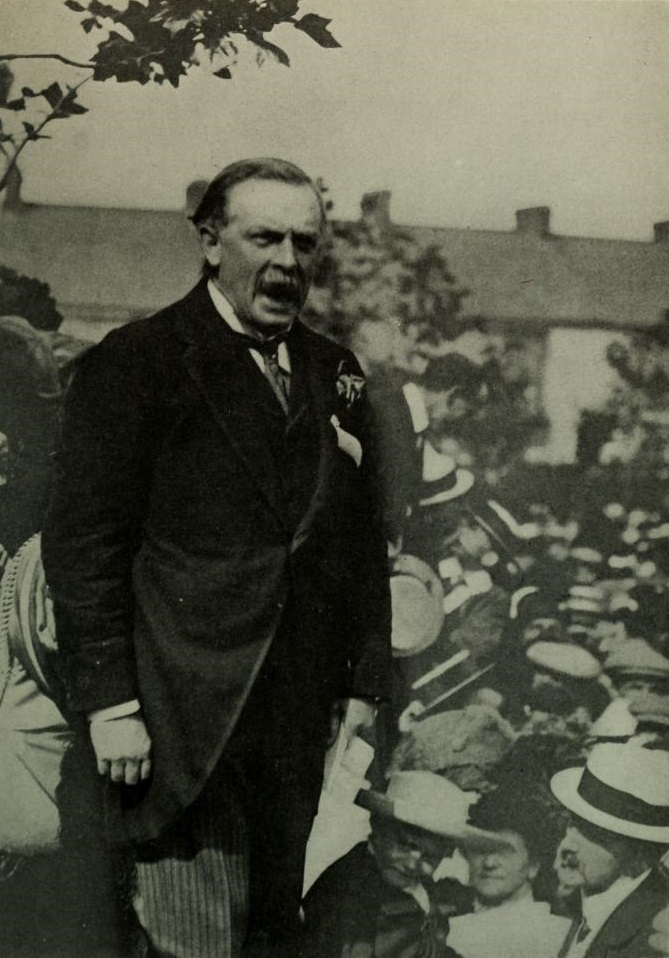
ديفيد لويد جورج في عام 1912، في ذروة فترة الإشتباكات التي قامت بها عضوات الاتحاد الإجتماعي والسياسي للمرأة (WSPU).

تغير موقف الناس تجاه حركة ”سفرجيت“ بسبب الأعمال النضالية والاشتباكات التي كانت غالبًا بقيادة عضوات الاتحاد الاجتماعي والسياسي للمرأة (WSPU). في يوليو 1908 أُفتتحت الرابطة الوطنية النسائية المعادية للسفرجيت (WNASL)، وفصلوا عضو البرلمان الويلزي إيفور جيست من منصبه كأمين صندوق. أدت أول مشاركة لإرمين تايلور إلى إنشاء فرع للرابطة الوطنية النسائية المعادية للسفرجيت (WNASL) في دنيبيشير في العام التالي. في حين استمرار الجماعات الموالية للسفرجيت بممارسة ضغط مباشر. في بريستول عام 1908 تعرض وينستون تشرشل للتهديد من عضوات الاتحاد الاجتماعي والسياسي للمرأة (WSPU) والغضب المنتشر بعد الحدث أدى إلى اجتماع كارديف بقيادة السرفجيت تشارلوت ديسبارت. وفي بلدة ميرثير رُمي على المتحدثون السمك والطماطم.  غالبًا ما كان عضو البرلمان الليبرالي ومستشار وزير المالية من عام 1908 ديفيد لويد جورج هدفًا للناشطات السفرجيت بالرغم من كونه ”الولد المفضل لويلز“ ويدعي ظاهريًا بأنه مؤيد للسفرجيت ويعلن في الخطب العامة أنه مساند لمطالبهن بحق النساء في التصويت، إلا أن فشل الحكومة الليبرالية في إحراز التقدم وتنفيذ التغيير دفع السفرجيت كريستابل بانكهورست للاعتقاد بأن لويد جورج معادي لحركة السفرجيت. قيل أن السفرجيت بانكهورست أعلنت عن رأيها في التايمز في نوفمبر 1911 بقولها ”لويد جورجيتيس يبدو أنه مرض يصيب الرجال اليوم مع استثناءات قليلة جدًا، لكن النساء يعرفن حقيقته لطالما عرفنا أنه معادي لحركة سفرجيت، ويجب أن نحاربه الآن وهنا.“ كانت افتراضات السفرجيت بانكهورست مبنية على أساس الحقيقة، حيث أنه قبل شهر كتب لويد جورج لرئيس الحزب الليبرالي يتحسر ويلطم على أن حقيقة أن مشروع قانون الإصلاح القادم سيسلم مئات الآلاف من الأصوات لحزب المحافظين.
شهد عام 1912 زيادة ملحوظة في الأعمال النضالية في ويلز وغضب عارم إزاء فشل مشروع قانون الإصلاح، عندما قمن عضوات الاتحاد الاجتماعي والسياسي للمرأة (WSPU) بمقاطعة خطاب لويد جورج في جناح معرض كارنارفون. عومل المتظاهرون ذكورًا وإناثًا بقسوة حيث مُزقت ملابسهم وقُطعت شعورهم وضُربوا بالعصي والمظلات. في وقت آخر من نفس العام قاطعن السفرجيت لويد جورج وهو يلقي خطابه في مهرجان آيستدفود-مهرجان سنوي للشعراء والموسيقيين الويلزيين-، وبعدها بإسبوعان وقعت أكثر الأحداث سيئة السمعة شهرةً في تاريخ حركة سفرجيت في ويلز، وذلك عندما عاد لويد جورج إلى مسقط رأسه لانيستومدوي لافتتاح قاعة القرية، لم يبدأ خطابه حتى أنهالت عليه صرخات تهتف ”حق النساء في التصويت“ سرعان ما قامت الجماهير بمهاجمة النساء اللاتي هتفن وقاطعن خطاب جورج باشتباك عنيف حتى أنهم جردوا أحد النساء من ملابسها حتى خصرها قبل أن تُنقذ وكانوا على وشك رمي إحداهن من جسر نهر دوايفر لتتحطم على صخوره. الصحافة الوطنية كانت حاضرة وكما كان متوقعًا خصصت صحيفتي ديلي ميرور وإليستريتد لندن صفحة كاملة مليئة بصور الحادثة. ولم تكتفي الصحافة المحلية بمهاجمة حركة سفرجيت فحسب بل شجعت الجماهير لتشويه صورة ويلز الهادئة وتصويرها بالمُنشقة غير الممتثله للكنيسة. يُعتبر هذا الحدث أكثر الأحداث الدراماتيكية في تاريخ حركة سفرجيت في ويلز.
مسيرة حتى النصر 1912-1918
منذ بداية أوائل العقد الأول من القرن العشرين تصاعدت المواقف من جميع الأطراف على قضية التحرير. وفي عام 1912 دُمجت الرابطة الوطنية النسائية المعادية للسفرجيت (WNASL) برابطة جديدة شُكلت حديثًا وهي التحالف الوطني لمعارضة حق المرأة في التصويت (NLOWS)، وفي نفس العام أُنشئ فرع للتحالف الجديد في بانجور. أنشئ 286 فرع للمنظمة من بينها 19 فرع في ويلز. أكثر من أيد ازدهار وانتشار التحالف الوطني لمعارضة حق المرأة في التصويت (NLOWS) في ويلز كانوا من أعضاء البرلمان وهما: إيفور جيست (كارديف) وجي دي ريس (مونتغمري).
في السنوات التي سبقت اندلاع الحرب العالمية الأولى كان الاتحاد القومي لجمعيات حق المرأة في التصويت (NUWASS) يُمضي وقته في شمال ويلز في تنظيم حملات تعليمية ودعائية. في جنوب ويلز كان هناك خلاف ناتج عن تغير في وجهات النظر السياسية التي راجت في البلاد من المكتب المركزي. شهد عام 1912 قيام الاتحاد القومي لجمعيات حق المرأة بالتصويت (NUWASS) بتبديل سياسته كمنظمة غير حزبية إلى إنشاءه لصندوق مخصصات انتخابية لدعم حزب العمل الذي بدأ مؤخراً بالازدهار. كانت ويلز تقليديًا معقلًا ليبراليًا وكان اتحاد جنوب ويلز لجمعيات حقوق المرأة (السفرجيت) معارضًا لهذه السياسة الجديدة، كان هناك إدراك بأنه يوجد خلاف رئيسي بين ”الأجندة النسوية الإنجليزية“ المدفوعة بمناضلات القيادة العامة وضرورة وجهات النظر الثقافية والاجتماعية والسياسية الويلزية. كان الضغط موجود بين المنظمتين حتى تخلصوا من صندوق المخصصات الانتخابية في عام 1914. 

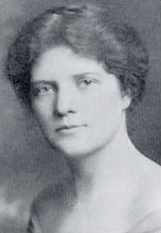
مارغريت هيج ماكوورث ، التي اصبحت فيما بعد "فيسكونتيس روندا"، السفرجيت الويلزية المتطرفة.

في عام 1913 نُظمت ”حملة حق التصويت“ لتنتهي بتجمع في الهايد بارك لندن في 26 يوليو. كانت محاولة لتذكير عموم الجناح الدستوري الأكبر وغير المسلح بحركة سفرجيت، وخُططت مسيرة للمتظاهرين من 17 مدينة وبلدة بريطانية من ضمنها ويلز. غادرت 28 عضوة من فروع ويلز للإتحاد القومي لجمعيات حق المرأة في التصويت (NUWASS) من بانجور في 2 يوليو وسافرن عبر ويلز حيث قوبلن بالعدوانية من البعض والدعم والتشجيع من البعض الآخر، غادر فرع آخر كارديف في 7 يوليو.
أيضًا شهد عام 1913 استمرارية الأساليب المتطرفة حيث قامت عضوات الاتحاد الاجتماعي والسياسي للمرأة (WSPU) بتفجير النيران في منزل مبني للويد جورج. بين أبريل وسبتمبر من عام 1913 وضعت قنابل غير حقيقة فقط للخداع في كل من كارديف وابرجافيني وفي لانانتارنام وقُطعت أسلاك التليغراف. أيضًا شهدت هذه الفترة نشاط واحدة من أبرز نساء ويلز وهي مارغريت هيج ماكوورث ابنة النائب د.توماس وزوجته الناشطة سيبيل توماس. وجُندت ماكوورث في الاتحاد الاجتماعي والسياسي للمرأة (WSPU) في عام 1908 وكانت عضوة نشيطة ومهمة من حينها، ولاحقًا أسست فرع نيوبورت للمنظمة. في عام 1913 أُدينت بإشعال النار في صندوق بريد ولأنها رفضت دفع غرامة أُرسلت لسجن في أوسك، وبينما هي في السجن أضربت ماكوورث عن الطعام، لكنه أُطلق سراحها بموجب قانون ”القط والفار“.
بحلول عام 1914 أثبتن عضوات السفرجيت وجودهن وعلى الرغم من أنهن تضررن بسببب أعمال العنف التي غطتها الصحافة إلا أنها أكسبتهن شعبية. أُنشئت مدرسة صيفية على أيدي الاتحاد القومي لجمعيات حق المرأة في التصويت (NUWASS) في وادي كونوي مما جعل العضوات يستفدن من التدريب الذي قُدم في مجال الخطابة. أما في جنوب ويلز فقد ظهرت دلالات على انخراط الطبقة العاملة في قضية سفرجيت -حركة المُطالبَة بحق المرأة في التصويت- من خلال نقابة النساء التعاونية، مع افتتاح فرع في تون بينتر في روندا عام 1914 تديره إليزابيث أندروز.
توقف نشاط منظمة (NUWASS) و (WSPU) مع اندلاع الحرب العالمية الأولى وتحول تركيزهن على أعمال الإغاثة. في 1917 أرسل الاتحاد الاجتماعي والسياسي للمرأة (WSPU) بصفته حزب المرأة عضوات لكل أنحاء ويلز، لم يعد الغرض من التجمع لتنظيم مسيرة للمطالبة بحقهن في التصويت بل ليشجعن الذكور للتطوع بالانضمام للجيش البريطاني. في عام 1915 حضرت فلورا دراموند تجمع في ميرثير لتطلب من الرجال أن يتركوا المهن التي يمكن للنساء القيام بها، وأن يتوقفوا عن ”الاختباء خلف التنورات الداخلية“. شغلن النساء في ويلز الوظائف بشكل جماعي خاصةً في مصانع الذخائر التي أُفتتحت حديثًا، وفي عام 1918 كان لدى مصنع نيوبورت-شل قوى عاملة من النساء تصل لنسبة 83٪ بينما تبلغ نسبتهن لدى مصنع كوينزفير 70٪.
وبعد ما كانت حركة سفرجيت النضالية تُعبتر عدو الشعب، أصبحت تُعتبر حركة قومية وطنية شرسة وأصبح الأعداء القدامى حلفاء والعكس صحيح. حتى أن لويد جورج صار يُشار إليه ب”ذلك الويلزي العظيم“، في حين تعرضت أعمال كير كيردي المدافع المخلص للإتحاد الاجتماعي والسياسي للمرأة (WSPU) لإنتقادات وتوبيخ عنيف بسبب انه موقفه السلمي الرافض للعنف. في ذلك الحين كان لا يزال هناك ممن ينتمين لحركة سفرجيت من رغبن في مواصلة المطالبة حتى التحرر. بعض عضوات الاتحاد الاجتماعي والسياسي للمرأة (WSPU) انفصلن عن الاتحاد وشكلن اتحاد جديد اطلقن عليه اتحاد حقوق المرأة السياسية والاجتماعية (SWSPU) وكان من بين أعضاء هذا الاتحاد هيلينا جونز المولودة في كونوي والتي واصلت إقامت حملات للحصول على أصوات النساء، متحدية علنًا موقف السفرجيت إميلين بانكيرست في صفحة الخطابات لصحيفة سفرجيت نيوز.
صدر قانون تمثيل الشعب في عام 1918 الذي بموجبه أُعطيت النساء فوق سن 30 اللاتي استوفين مؤهلات الملكية، الحق في التصويت. هناك عدة عوامل أدت لإقرار هذا القانون، من ضمنها جهود النساء العاملات وانخفاض حدة الخطابات المعادية للسفرجيت والتغيير السياسي في لندن حيث أُستبدل رئيس الوزراء أسكويث، وعُين بدلًا عنه لويد جورج. توقعت الحكومة بأنه ستضاف ستة ملايين ناخبة بموجب قانون عام 1918، أما في ويلز فقد ارتفع عدد الناخبين من 430.000 إلى 1,172,000. 
بعد قانون الشعوب 1918
ساعدت أعمال الإغاثة أثناء الحرب العالمية الأولى في إبقاء المجتمعات النسائية في ويلز نشيطة، بالرغم أن أعداد العضوات بدأت بالانخفاض. بعد إصدار قانون الشعب لعام 1918 بدأت العديد من الفروع الإقليمية بالتلاشي. فقامت نساء السفرجيت في لانغولين بحل الجمعية في ديسمبر 1918 وسلمن لافتة المسيرة للمجلس الوطني، مؤمنات بأن دورهن قد أنتهى. في حين قمن آخريات مثل فرع جمعية نيوبورت بمراجعة أهدافهن لتشكيل منظمة للمواطنات تُعنى بالشؤون والقضايا الاجتماعية. تابعت الفروع الأخرى الرؤية السياسية للمساواة في التصويت وخاصة فرع مدينة بانغور، في حين انشغلت جمعيات السفرجيت في كارديف عاصمة ويلز بمحاولاتهن لتأمين انتخاب النساء للمناصب الحكومية المحلية. في الواقع فإن شروط قانون منح حق التصويت للنساء لم تكن مساوية تمامًا لحقوق الرجل، وهذا يؤكد على أن ما تبقى من حركة ”سفرجيت“ لم ينتهي عملهن بعد وكانت قضيتهن الأولى في النظام هو تشريع قانون لقبول النساء ليصبحن نائبات. صدر القانون في أكتوبر 1918 وفي الانتخابات العامة للعام ذاته  وقفت 17 امرأة، ولم يكن آنذاك سوى مرشحة واحدة في ويلز وهي ميليسنت ماكنزي برفسورة سابقة في التعليم من كلية جنوب ويلز ومونماوثشاير، والتي أخفقت في انتزاع مقعد البرلمان الذي شُكل حديثًا لجامعة ويلز. استمر الأمر على ما هو عليه حتى عام 1929 عندما ترشحت أول عضوة في البرلمان وهي ميقان لويد جورج الإبنه الصغرى لرئيس الوزراء السابق.
في عام 1921 أطلقت مارجريت ماكوورث فيكونتيس روندا الثانية مجموعة ”ستة نقاط“، وهي مجموعة ركزت نشاطها على المساواة بين الرجل والمرأة وأيضًا حقوق الطفل. استمرت ماكوورث في السعي لتحقيق المساواة للمرأة وبرزت كواحدة من أبرز الناشطات النسويات في بريطانيا خلال فترة الحرب. أسست ماكوورث العديد من المنظمات النسائية وجماعات الضغط وأطلقت المجلة النسوية المؤثرة تايم اند تايد. لكنها اخفقت في محاولتها للدخول إلى مجلس اللوردات، حيث حاربت قرار 1922 الذي منع دخول النساء.
في نهاية المطاف تم إقرار حق الانتخاب الكامل للنساء مع تمرير قانون تمثيل الشعب لعام 1928. لم يتحقق لأنه حق مسلم فيه بل تحقق بسبب الحملة المستمرة بالمطالبة والضغط المنظم. أُعيد تنظيم الاتحاد القومي لجمعيات حق المرأة في التصويت (NUWASS) ليكون من ضمن جمعيات الاتحاد القومي للمساواة في المواطنة (NUSEC)، مع تبني العديد من القضايا لتأكيد الدعم على نطاق واسع. كانت رابطة حرية المرأة (WFL) التي شُكلت عام 1907 بسبب الانشقاق التي أحدثته إميلين بانكيرست لرغبتها في إتباع اسلوب استبدادي لقيادة الاتحاد الأجتماعي والسياسي للمرأة (WSPU) كانت مؤيدة قوية وبارزة وطالبت بالمساواة في فترة العشرينات من القرن الماضي 1920. وفي عام 1919 كان هناك أربعة فروع لرابطة حرية المرأة (WFL) في ويلز، بالرغم أن فروع كارديف وأبرديفي قد فُضت بحلول عام 1921 لكن فروع منطقة سوانزي ومونتغومري كانوا نشيطين طوال عقد العشرينات.

## السفرجيت مقابل التشدد
تاريخيًا كانت حركة سفرجيت في ويلز ليس لها اعتبار ولم تقام سوى قليلًا الأبحاث عنها في نهاية القرن العشرين. الانطباع الأول عن حق المرأة بالتصويت غالبًا ما يشوبه اللامبالاة أو حتى العدائية ضد حركة سفرجيت لكن المؤرخين مثل كاي كوك ونيل إيفانز اكملوا ما بدأه دكتور كيرستي بوهاتا، وكتبا في عام 1991 يجادلان بيئات ثقافية معينة أدت لزيادة الأيديولوجية السياسية الحذرة والمدروسة. اتضح أن نوع النضال الذي دعت إليه إميلين بانكيرست عضوة الاتحاد الاجتماعي والسياسي للمرأة قد رُفض من غالبية القائمين على حملات حق التصويت في ويلز وخاصة شمال ويلز، لكن كوك يدعي أن أصل كل هذا جاء في التقارير الحكومية 1847 "تقارير من مفوضي التحقيق في حالة التعليم في ويلز“ والمعروفة باسم خيانة الكتب الزرقاء.
في عام 1846 بعد خطاب برلماني ألقاه النائب الراديكالي وليام ويليامز، أثيرت مخاوف بشأن مستوى التعليم في ويلز. نتج عن ذلك تحقيق أجراه ثلاثة مفوضين للغة الإنجليزية عينهم مجلس الملكة الخاص، ولم يكن أي منهم على علم باللغة الويلزية أو التباين أو حتى التعليم الابتدائي. كانت نتائج ذلك التقرير بغاية الإسهاب وكانت لا تركز على حالة التعليم في ويلز فحسب، بل رسمت صورة انتقادية للويلزية كشعب، ووصفوهم بأنهم شعب لا أخلاقي ومتخلف. وفي صفحات التقرير صنفت النساء الويلزيات بأنهن فاسقات و”معزولات عن التأثيرات الحضارية بسبب اللغة الويلزية المنيعة“. أثار التقرير تساؤلات حول عفة الفقراء وبنفس الوقت يلعن بالنساء الأكثر ثراءً في البلاد؛ يدعي بأن بنات المزارعين الإنجليز محترمات في حين أن نظيراتهن الويلزيات كن في "عادتهن الدائمة في المغازلة في السرير”. أدت نتيجة التقرير إلى بذل جهد متضافر لضمان عدم وقوع لوم على المرأة الويلزية في المستقبل، وأُطلقت العديد من المجلات الويلزية في العقود التالية بهدف تحسين التدبير المنزلي وتحسين أخلاقيات القراء الويلزيين.
واحدة من أوائل المجلات التي تم إطلاقها بعد نشر ذلك التقرير الحكومي ”الكتب الزرقاء“ وردًا عليه كانت مجلة ”المرأة الويلزية Y Gymraes“. كان يُنظر لمحرر هذه المجلة إيفان جونز كبطل لنساء ويلز بعد دفاعه التفصيلي عن أخلاقهن في أعقاب الجدل الدائر حول التقرير. وأُطلقت المجلة في يناير 1850، أُنشئت لإنتاج المرأة الويلزية المثالية، وتعزيز فضيلة الأخلاق والرصانة وحسن التدبير، كانت المجلة منبر بوسعه أن يرفع الشعب الويلزي فوق كل الانتقادات المستقبلية. في خريف عام 1851 ومع فشل محرر مجلة ”المرأة الويلزية “دُمجت مع المجلة الشهرية ”الدليل Y Tywysydd“ وأُطلق عليها اسم ”دليل المرأة الويلزية“ في أوائل عام 1852. وبغض النظر عن عنوان المجلة كان غالبية المشاركين فيها من الرجال واستمرت المجلة في تأكيد أهمية المعايير الأخلاقية العالية بدلًا من تقديم المشورة العلمية، استمرت النشرة حتى ثمانينات القرن التاسع عشر وفي النهاية أصبحت جزء من مجلة ”الأنثى البريطانية Y Frythones“ تحت رئاسة سارة جين ريس. وبالرغم أن هذه المجلات كانت مصدر في حركة الاعتدال والكثير من مقالاتها كانت  تافهة إلا أنها وبحلول الثمانينات من القرن التاسع عشر بدأت تتطرق لموضوع تحرير الإناث.
في عام 1994 وصفت جين آرون كيف أن الرغبة في أن تكون الأنوثة الويلزية محتY Gymraesرمة ومقدرة في أعين جارتها ”المستعمرة“ استمرت حتى عندما قرر نظرائهم الإنجليز أن يتخذوا موقف هجومي ”ومعادي للمرأة“ لتحقيق أهدافهم لتحرير الإناث. يعتمد الدكتور بوهاتا على هذه الفرضية التي تفيد بأن "المرأة الويلزية المثالية، المستوحاة من صورة ملاك المنزل عند الطبقة الوسطى في إنجلترا ستمثل الاحترام الويلزي بعد فترة طويلة من تخلي المرأة الإنجليزية عن هالة القداسة لصالح أن تتمتع بركوب الدراجات“.

## كيف أصبح الويلزيين مُطَالِبين بحق التصويت

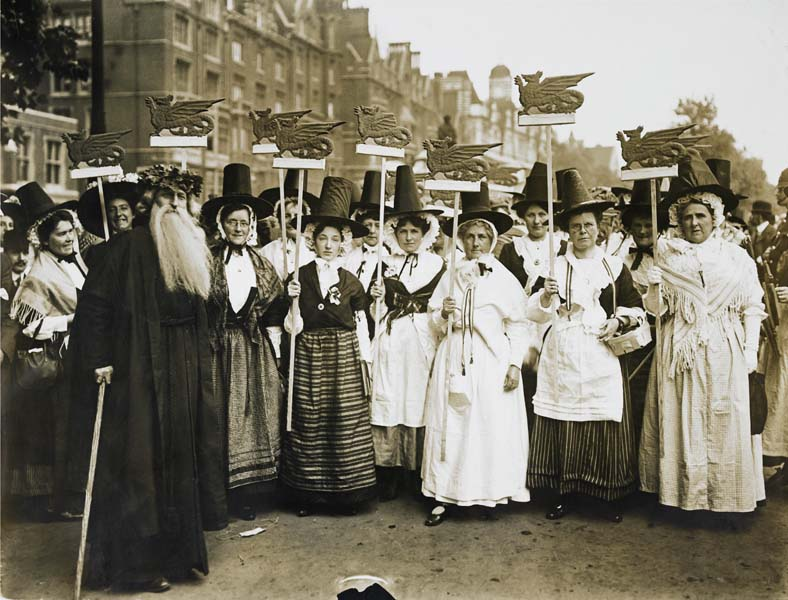
السفرجيت الويلزييات يرتدين الزي التقليدي الويلزي في موكب التتويج النسائي في لندن عام 1911

هناك حجة مفادها أن حركة سفرجيت النسوية في ويلز لم تكن «ويلزية» حقًا، استنادًا على حقيقة أن من نظم ونسق هذه الحركة كن من نساء الطبقة الوسطى الناطقين بالإنجليزية والتي كان لها انعكاس ضئيل على الصوت الحقيقي للبلد. كما هو موضح فإن أول من تبنى حركة سفرجيت كن من أصل إنجليزى وثري. وُلدت روز ماري كروشاي في بيركشاير قبل انتقالها إلى ويلز بعد زواجها، وُلدت ميليسنت ماكنزي في بريستول وحصلت على تعليم جامعي. بالإضافة فإن الجمعيات التي نشأت في المدن الساحلية الغنية في الشمال والجنوب كانت تديرها نساء من الطبقة المتوسطة ذوات خلفية إنجليزية لا يُتقن اللغة الويلزية. ربطت سيردون لويد مورغان في كتاباتها عام 2000 دعم حق المرأة بالتصويت من قبل مجموعة من الحملات الانتخابية السابقة وحركة الاعتدال، وعلى الرغم من أن حركة الاعتدال وصلت للأغلبية عبر المجلات التي تصدر باللغة الويلزية مثل مجلة ”المرأة الويلزية Y Gymraes ومجلة الأنثى البريطانية Y Frythones“ وانهت سيردون موغان ملاحظتها بأن التقاطعية تسيطر عليها المهاجرات من نساء الطبقة الوسطى.
يناقش كوك وإيفانز بأنه على الرغم من المطالبة بحق التصويت في ويلز الذي قادته جيل جديد من نساء الطبقة المتوسطة المهاجرة إلا أنه لا يزال هناك “ويلزية" معينة للإيديولوجية التي انشأها الشعب والتي كانت على خلاف مع نظرائهم الإنجليز. كانت ويلز قد أظهرت مقاومة مستقلة لجبهة الإنقاذ وكان ديفيد لويد جورج لا يزال مقيم قومي على الرغم من دوره البارز في الحكومة مما جعله هدفًا واضحًا للتشويش. في عام 1911 بعد مسيرة التتويج النسوي، شكلت إديث مانسيل مولين اتحاد سفرجيت الانتخابي وهو مجتمع ويلزي في لندن. حاولت ربط حق المرأة في التصويت بويلز والويلزية، وسعت إلى توحيد كل من الرجال والنساء الويلزيين الذين يعيشون في لندن في سبيل نصر قضيتها. قاموا بتوزيع منشورات يدوية مكتوبة باللغة الويلزية في الكنائس الويلزية في لندن وترجمت منشورات مشروع قانون المصالحة. أيضًا عبر الاتحاد عن جنسيتهم من خلال ارتدائهم الملابس الويلزية التقليدية خلال المسيرات وعلى عكس العديد من النقابات في ويلز فقد تحدثوا فعليًا عن عضويتهم باللغة الويلزية وكذلك اللغة الإنجليزية في الاجتماعات. في عام 1912 وبعد أن ألغى لويد جورج مشروع قانون المصالحة الثالث، انسحبت إديث مانسيل من المنظمة وشكلت ”اتحاد سفرجيت الويلزي التقدمي“ والذي كان يحظى بسياسة نضالية شرسة. ارتدت العضوات شارات تنين حمراء تحمل شعار "يا يسوع لا تسمح بالظلم“.
بالرغم من أن حركة سفرجيت في ويلز حاولت إظهار بعض الاستقلال إلا أنها دائمًا ما كانت تابعة للأجندة القومية عوضًا عن قيادتها. لقد اعتمدت اعتمادًا كليًا في سنواتها الأولية على مناصري حقوق المرأة المشهورين من الخارج لجلب الحشود لإجتماعات البلدة، لكنها لا تزال تعتمد على شبكة من المؤيدين غير المناضلين الذين نظموا وشنوا حملات على المستوى الأرضي. وعلى الرغم من فشل الحركة في جذب سكان الريف الناطقين باللغة الويلزية لمساندة قضيتها إلا أنها لا تزال تتبنى إحساسًا وطنيًا بالفخر والقيم التي تتناقض مع جيرانهم في إنجلترا.

## نساء حركة ”سفرجيت“ الويلزيات

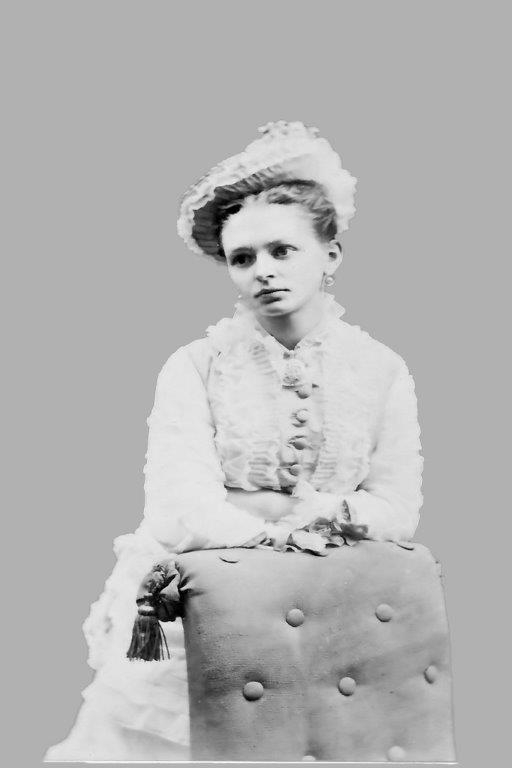
السفرجيت الويلزية والناشطة الحقوقية أليس أبدام

من المحتمل أن تكون مارجريت ماكورث من أكثر السفرجيت المعروفات في ويلز نظرًا لعلاقات أسرتها وأعمالها النضالية البارزة. كانت والدتها سيبيل توماس وزوجة مرثر ايرونماستر وأيضًا روز ماري كروشاي جميعهن كن من السفرجيت -مطالبات بحق المرأة في التصويت- وعلاقتهن ببعضهن قوية وأعمالهن موثقة. يُذكر بأن كل من ميليسنت ماكنزي وإيمي ديلوين لهن صلات عديده خارج مجال نشاطهن بحق المرأة في التصويت ولكن كلتاهما ناشطات ويلزيات مهمات لهذه القضية. كان هناك العديد من السفرجيت اللاتي يعملن في ويلز أو السفرجيت الويلزيات اللاتي كان لهن نشاط خارج البلاد ولكن نشاطهن لم يوثق. المتحدثة والناشطة الشهيرة أليس أبدام، ابنة الشريف الأعلى لكارمارتينشاير، والتي أصبحت فيما بعد رئيسة المجلس الفدرالي لحركات حق التصويت. صعدت راشيل باريت أستاذة العلوم من جنوب ويلز، إلى مكانة بارزة داخل الاتحاد الاجتماعي والسياسي للمرأة (WSPU) واختارتها آني كيني للمساعدة في إدارة حملة (WSPU) القومية من 1912، كانت أيضًا محررة مساعدة لمجلة ”سفرجيت“.
كان النقابيان فيرنون هارتشورن وجورج باركر من المؤيدين الصريحين لحركة سفرجيت، بينما سُجن جيمس جرانت؛ مُروج الاشتراكية وبائع متحمس لـمجلة سفرجيت، لمدة خمسة أيام بعد اعتقاله بسبب إحداثه شغب أثناء وعظه في ميدان تريوركي. ماري كيتنغ هيل؛ زوجة تبلغ من العمر أربعين عامًا لمدير تأمين كارديف، قضت ثلاثة أسابيع في السجن لمقاومتها الشرطة وسلوكها المخل بالنظام. وقد حصلت على نفس الإدانة قبلها بأيام ودفع شقيقها الغرامة، لكنها كانت مصممة على السجن. في 21 نوفمبر 1911 وبعد فشل مشروع قانون المصالحة، امتد الغضب إلى مقاومة مباشرة وتم القبض على 223 من السفرجيت أثناء حملة تحطيم النوافذ. كان من بين المعتقلات سبع نساء لهن صلات ويلزية منهن؛ إديث مانسل مولين وميلدريد مانسل أخت إيفور جيست وعضوة برلمان وجانيت بويد وشقيقة سيبيل توماس.
في الفترة ما بين 1918 و 1928 أخرجت رابطة حرية المرأة (WFL) في سوانسي اثنتان من أبرز الناشطات وهن إميلي فروست فيبس وصديقتها المقربة كلارا نيل، اللاتي كن عضوات مؤسسات لفرعهم. كانت فيبس ونيل معلمات وناشطات، وكلتاهما يشغلن منصب رئيس الاتحاد القومي للمعلمات واستخدمن المنصة للضغط من أجل الحصول على حق انتخاب عادل. استخدمت فيبس أيضًا منصبها كمحررة لمجلة ”المعلمات“ لحث زميلاتها على دعم الاجتماعات والمظاهرات العامة.

## الجدول الزمني لحركة «سفرجيت»
- 1832: قانون الإصلاح الكبير - أكد استبعاد النساء من الناخبين.
- 1866: تم توقيع عريضة حق المرأة في التصويت على ويلز، ومن بين الموقعين عليها ماري روز كروشاي.
- 1884: أصدرت جمعية منجم ألبيرداري وميرثير ودوليز للمناجم قرارًا لدعم سلسلة من المحادثات لجانيت ويلكنسون حول حق المرأة في التصويت.
- 1895: الاتحاد النسائي الليبرالي يندمج مع Cymru Fydd.
- 1907: افتتاح أول فرع للاتحاد القومي لجمعيات المرأة في ويلز في لاندودنو.
- 1908: تم تأسيس جمعية كارديف ومناطقها لجمعيات نساء سفرجيت، وكانت الأولى في جنوب ويلز.
- 1911: في Llanystumdwy ، أثناء افتتاح قاعة المدينة الجديدة، يتعرض ديفيد لويد جورج للضغوط من قبل حشد غاضب من المُطالبات بحق النساء في التصويت. يُنظر إلي هذا الحدث على أنه أحد أكثر أحداث الاقتراع إثارة في ويلز.
- 1911: تم تشكيل اتحاد حق الاقتراع في لندن.
- 1913، فبراير: تم تفجير منزل يجري إنشاؤه لصالح ديفيد لويد جورج بواسطة عضوات الاتحاد الاجتماعي والسياسي للمرأة (WSPU).
- 1913، تموز (يوليو): نساء من فروع NWUSS في جميع أنحاء ويلز يشاركن في حملة «حق التصويت»، التي تنتهي في لندن.
- 1914، أغسطس: أعلنت الحرب العالمية في بريطانيا. توقف نشاط WSPU على الفور. استمر نشاط NUWSS بسلام.
- 1916، ديسمبر: ديفيد لويد جورج يحل محل أسكويث كرئيس للوزراء.
- 1918: قانون تمثيل الشعب لعام 1918، كان يحق للنساء اللائي تجاوزن الثلاثين من العمر إما أن يكن عضوًا أو متزوجات من عضو في سجل الحكومة المحلية. حصلت حوالي 8.4 مليون امرأة على التصويت.
- 1918، نوفمبر: تم إقرار قانون أهلية المرأة، مما يسمح بانتخاب النساء في البرلمان.
- 1921: مارغريت ماكورث، الزوجة الثانية فيكونتيس، تشكل مجموعة Six Point .
- 1928: حصلت النساء على التصويت بنفس الشروط التي حصل عليها الرجال (فوق سن 21) نتيجة لقانون تمثيل الشعب لعام 1928 .